# Aleksandr Silbernik
Aleksandr Lejboviĉ Silbernik (in esperanto anche Zilbernik) (Viekšniai, 30 gennaio 1832 – Varsavia, 27 marzo 1906) è stato un esperantista polacco, ebreo, padre di Klara Zamenhof e quindi suocero di L. L. Zamenhof, esperantista dal 1887 e primo mecenate dell'esperanto.

## Biografia

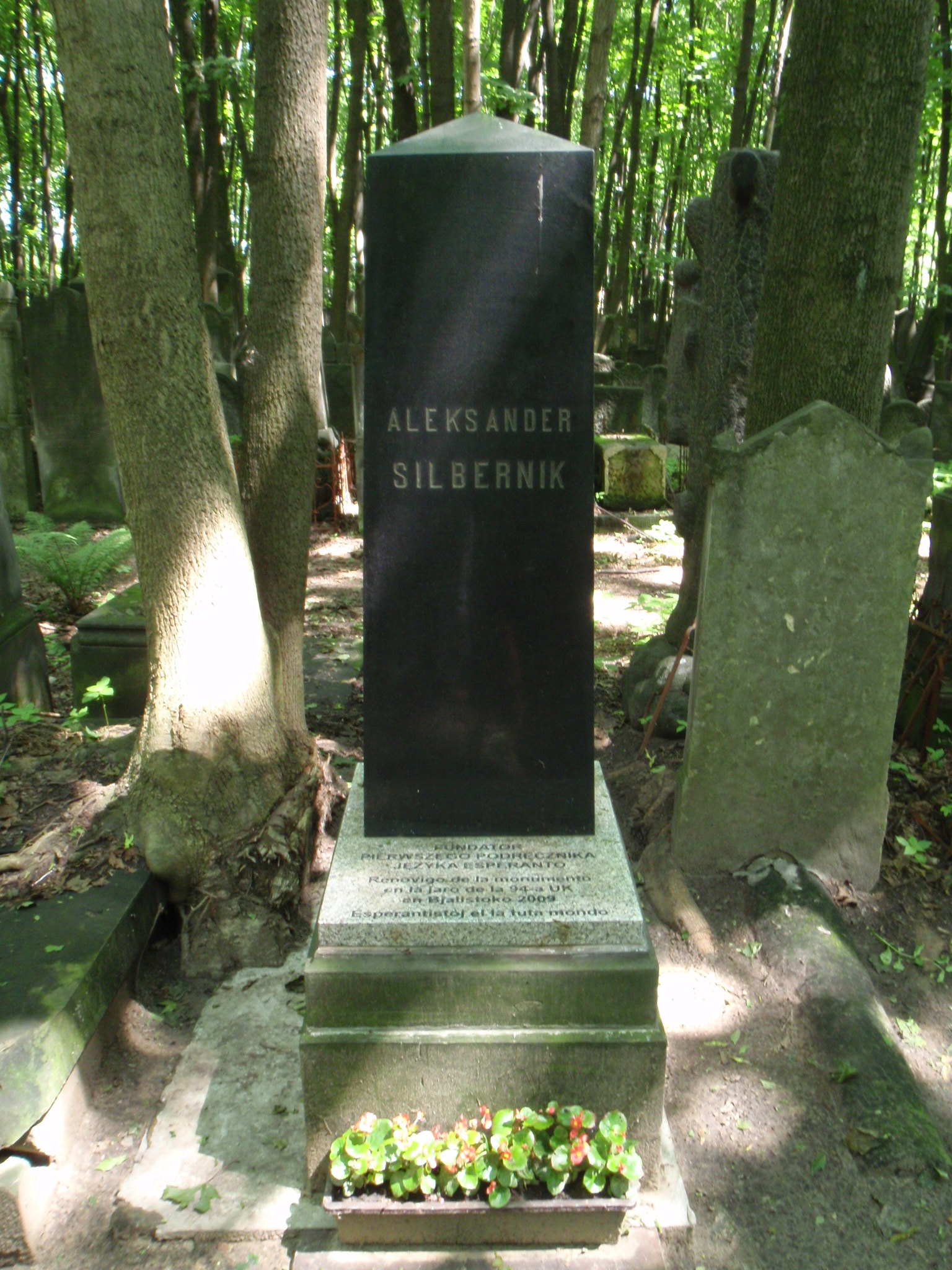
La tomba di Silbernik a Varsavia.

Aleksandr Lejboviĉ Silbernik sposò Goda Mejerovna, da cui ebbe due figli: Klara e Joseph Silbernik.
Nonostante la sua età (nel 1887 aveva già 56 anni), egli imparò completamente l'esperanto. Non era un uomo ricco (possedeva una piccola fabbrica di sapone a Kaunas, nella quale lavorò personalmente fino all'età di 74 anni) ma tuttavia permise a L. L. Zamenhof di pubblicare le prime opere sull'esperanto, in particolare il Primo e il Secondo Libro.

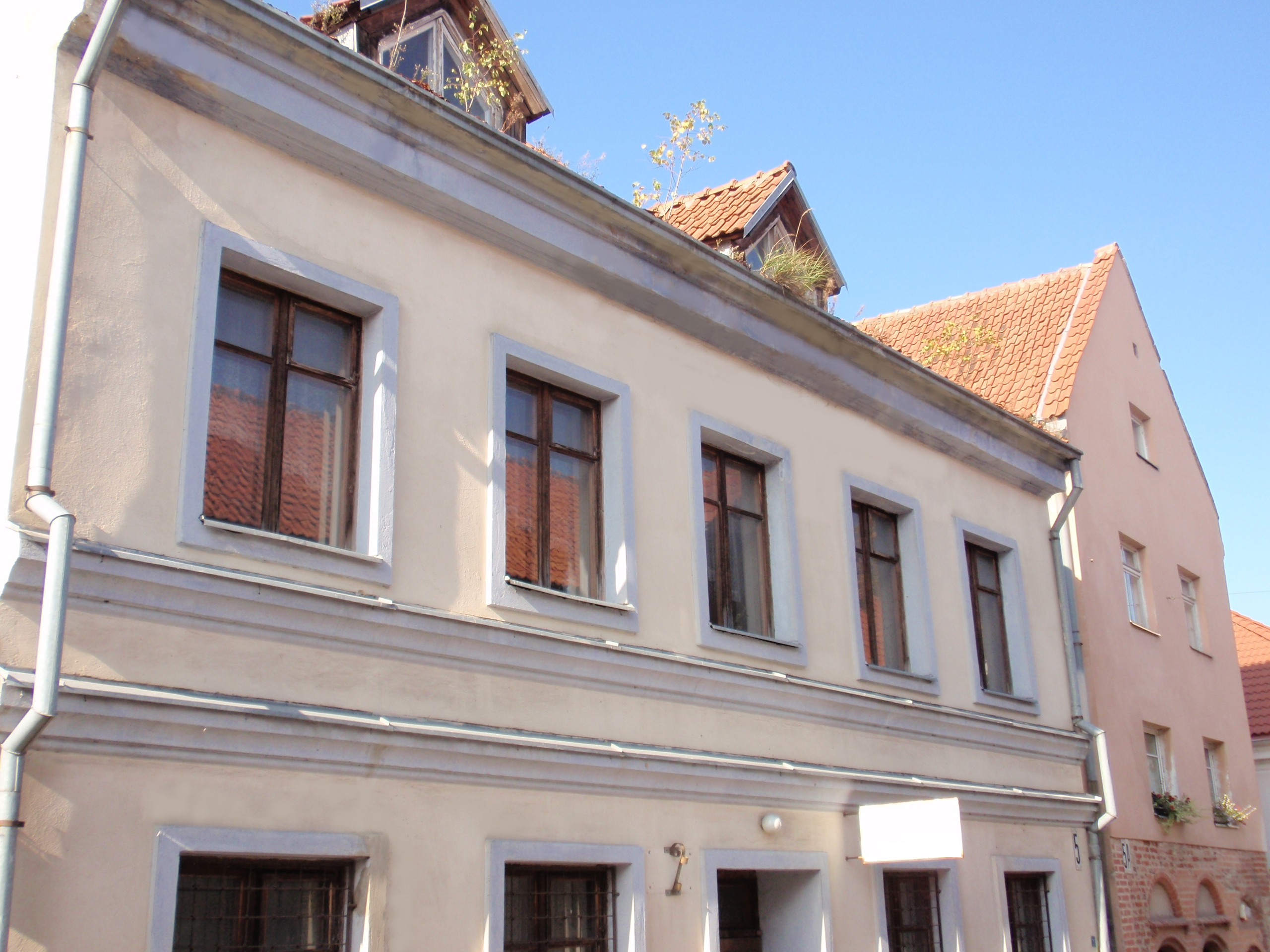
La casa di Aleksandr Silbernik a Kaunas, ora sede della Associazione Esperantista Lituana

Anche nei successivi 15 anni egli continuò ad aiutare economicamente la famiglia del genero e della figlia. A Kaunas ancora oggi nella via intitolata a L. L. Zamenhof è presente la sua casa, al numero 5, che adesso appartiene alla Associazione Esperantista Lituana.
C'è un capitolo su Aleksandr Silbernik nella Enciclopedia di Esperanto del 1934.
| Controllo di autorità | VIAF (EN) 300265640 · ISNI (EN) 0000 0004 0351 4293 · GND (DE) 1034238418 |